# Walter Richard
Walter Richard (nascido em 13 de agosto de 1939) é um ex-ciclista suíço. Nos Jogos Olímpicos de Verão de 1968 em Cidade do México, Richard foi membro da equipe suíça de ciclismo que competiu na perseguição por equipes de 4 km em pista.